# Sangüesa
Sangüesa (spanska) eller Zangoza (baskiska), officiellt Sangüesa/Zangoza, är en kommun i Spanien.   Den ligger i provinsen och regionen Navarra, i den nordöstra delen av landet, 300 km nordost om huvudstaden Madrid. Antalet invånare är 5 177.